# گورنا سوشیتسا
گورنا سوشیتسا (به بلغاری: Gorna Sushitsa) یک منطقهٔ مسکونی در بلغارستان است که در استان بلاگووگراد واقع شده‌است.